# Geste mental
Dans la théorie de la gestion mentale d'Antoine de la Garanderie, un geste mental est une action évocative consciente.
La gestion mentale dénombre cinq gestes mentaux :
- l'attention, qui consiste en l'évocation d'un objet présent en perception ;
- la mémorisation, qui consiste en l'évocation d'un objet avec un projet mental de restitution future ;
- la réflexion, qui consiste en un aller-retour comparatif entre des évocations ;
- la compréhension ;
- l'imagination créative.